# Виджая Нирмала
Виджаянирмала (англ. విజయనిర్మల; 20 февраля 1944, Мадрасское президентство, Британская Индия — 27 июня 2019, Хайдарабад) — южно-индийская актриса

, кинорежиссёр
 и кинопродюсер. Мать актёра Нареша и вторая жена актёра Кришны Гхаттаманени.

## Биография
Родилась 20 февраля 1944, 1946 или 1947 года в семье Раммохана Рао из Ченнаи и Шакунталы из Гунтура. Её отец работал звукорежиссёром на студии Vijaya Vauhini в Мадрасе. Режиссёр П. Пуллайа увидел её, когда она пришла с отцом на работу, и решил дать ей детскую роль в своём тамильском фильме Machcha Rekhai (1950). Затем она сыграла роль девочки, которая просится на поезд в тамильском фильме Mampole Maangalyam, а также в одном бенгальском фильме. В 1957 году актриса дебютировала в кино на телугу с фильмом Panduranga Mahatyam (1957).
В 19 лет она вышла замуж за Кришну Мурти. В этом браке родился сын Нареш.
Как исполнительница главной роли Нирмала дебютировала в фильме на малаялам Bhargavi Nilayam (1964) А. Винсента. Она сыграла призрака, который заставляет писателя, поселившегося в её доме, написать трагическую историю её смерти. Её экранной парой в фильме стал Прем Назир. Вместе с ним она снялась в Kalyana Rathri (1965) и Udyogastha (1967). Всего актриса сыграла в 25 фильмах на малаялам.
Её первой главной ролью в фильме на телугу стала работа в Rangula Ratnam (1966) Б. Н. Редди. За ним последовал Enga Veet Penn Л. В. Прасада, который добавил к имени Нирмалы префикс Виджая, поскольку в его фильме уже была актриса с таким же именем. В числе других её фильмов на телугу Aatimiyulu (1969), Tata Manavadu (1972), Buddhimantudu и Marina Manishi (1973).
В 1967 году в фильме Saakshii она впервые снялась вместе со своим будущим мужем Кришной. Впоследствии они сотрудничали около пятидесяти раз и поженились четыре года спустя. Их брак породил в обществе множество пересудов, поскольку Кришна уже был женат и не стал расставаться с первой женой.
Также во время съёмок Saakshii Нирмала решила попробовать себя в режиссуре. Свой первый фильм, по совету И. В. Саси, она сняла на языке малаялам, поскольку производство малаяламоязычных фильмов обходилось в два раза дешевле, чем фильмов на её родном телугу. Она также исполнила в фильме главную роль. Драма Kavitha рассказывала о женщине, которая занимается проституцией, чтобы обеспечивать свою дочь, а затем убивает одного из своих клиентов, чтобы за неё отомстить. В 1976 году она пересняла фильм на телугу с изменённой концовкой.
Начиная с Meena (1971) и заканчивая Neramu Siksha (2009) Нирмала поставила 44 фильма на телугу, попав в книгу рекордов как самая продуктивная женщина-режиссёр. Большинство фильмов, снятых ею, стали хитами. За свой вклад в кинематограф на телугу в 2008 году она была награждена премией имени Рагхупати Венкайи.
Виджая Нирамала скончалась 27 июня 2019 года в больнице Хайдарабада.